# Folkepension
Folkepension er en dansk overførselsindkomst til personer, der har nået folkepensionsalderen. Folkepensionen blev indført i 1956, hvor den afløste den tidligere aldersrente. Folkepensionen består af et grundbeløb, som alle, der har opnået folkepensionsalderen, har ret til, og et indkomstafhængigt folkepensionstillæg. Folkepensionsalderen var ved indførelsen 67 år for alle, bortset fra enlige kvinder, der kunne modtage folkepension fra 62-års-alderen. Særreglen for enlige kvinder blev afskaffet i 1984. I starten af 2000-tallet blev alderen nedsat til 65 år, mens den fra 2019 igen hæves gradvis til 67 år i 2022 og 68 år i 2030. 

## Betingelser
Der er tre grundlæggende betingelser, der som hovedregel skal være opfyldt, for at en person kan få folkepension:
- Personen skal have dansk statsborgerskab
- Personen skal have haft fast bopæl i Danmark i mindst 3 år mellem det fyldte 15. og folkepensionsalderen

Der er derudover en række yderligere betingelser og undtagelser. Pensionen er baseret på et optjeningsprincip, og ret til fuld folkepension er betinget af 40 års fast bopæl i Danmark mellem det fyldte 15. og pensionsalderen. Har man boet i Danmark mellem tre og 40 år, kan man få udbetalt en andel af folkepensionen, den såkaldte brøkpension.

## Størrelse
Folkepensionen, der består af grundbeløb og pensionstillæg, er skattepligtig. Grundbeløbet er ens for alle, mens pensionstillæggets størrelse afhænger af, om pensionisten er enlig, gift eller samlevende. 
Både grundbeløb og pensionstillæg er indkomstafhængige og bortfalder helt ved tilstrækkelig høj indkomst: Pensionstillægget reduceres ved en høj (generel) indkomst, grundbeløbet reduceres ved personlig arbejdsindkomst.
I 2025 er grundbeløbet 7.198 kr. pr. måned, mens pensionstillægget er op til 8.329 kr. for en enlig og 4.262 kr. for en pensionist i et parforhold.
Folkepensionsalderen er 67 år i 2024.
Folkepensionister er udover folkepensionen berettigede til en række supplerende ydelser: Højere boligstøtte, varmehjælp, helbredstillæg og reduceret beskatning af ejerboliger. Siden 2003 er der tillige en "supplerende pensionsydelse til folkepensionister" (den såkaldte ældrecheck) for pensionister med lave indkomster.

## Historie
I 1891 blev den første danske lov om offentlig økonomisk understøttelse af ældre vedtaget. Den indførte alderdomsunderstøttelsen, der kunne søges af borgere over 60 år, der var ustraffede, ikke havde modtaget fattighjælp de sidste ti år og ikke selv var skyld i deres økonomiske situation. Det var så op til de kommunale myndigheder at skønne, om ansøgeren rent faktisk var "trængende", altså havde behov for alderdomsunderstøttelsen.
I 1922 blev alderdomsunderstøttelsen afløst af aldersrenten. Med den blev skønsprincippet afløst af et retsprincip, hvor alle, der levede op til betingelserne, kunne modtage aldersrente. Størrelsen på beløbet blev gradueret efter personens indtægt og formue. Beløbet var desuden højere i byerne , og aldersgrænsen blev nu 65 i stedet for 60 år, dog med mulighed for dispensation.
Selvom hverken alderdomsunderstøttelsen eller aldersrenten retsligt var karakteriseret som fattighjælp og derfor ikke medførte tab af valgret, havde begge ordninger alligevel et vist stigmatiserende ry i befolkningen. I 1950 fravalgte en fjerdedel af de berettigede personer således at ansøge om aldersrente. Dels på grund heraf og dels fordi mange mente, at aldersrenten beløbsmæssigt var meget beskeden, var der i de næste årtier en løbende debat om at erstatte den med en højere og universel ydelse for ældre, som alle borgere over en vis alder havde ret til. I 1948 nedsatte socialminister Johan Strøm derfor en kommission til undersøgelse af "en almindelig Folkepensionsordning". Det tog otte år, før kommissionens betænkning blev færdig, men delelementer blev løbende offentliggjort og gav anledning til en større offentlig debat i de mellemliggende år om det danske pensionssystem. Det var således et hovedtema ved folketingsvalgene i april 1953 og september 1953.
I september 1956 indgik Socialdemokratiet, Det radikale Venstre, Venstre og de konservative et bredt forlig, som indførte folkepensionen med virkning fra 1. april 1957. Enlige kvinder over 62 år og andre statsborgere over 67 år, der havde fast bopæl i Danmark, fik alle ret til at modtage folkepensionens mindstebeløb. Mindstebeløbet var således en universel ydelse, men udgjorde kun en fjerdedel af den fulde folkepension, som man blev berettiget til, hvis man ikke havde anden indtægt. Folkepensionen var delvis skattefinansieret, mens resten af finansieringen kom fra et særligt folkepensionsbidrag, der fremover skulle betales af lønmodtagerne.
Grundtrækkene i ordningen er bevaret lige siden, men detaljerne har gennemgået en række ændringer. I perioden 1956-70 blev grundbeløbets andel af den samlede folkepension gradvis hævet, til den i 1970 udgjorde 100 %, sådan at pensionsbeløbet nu var ens for alle. Samtidig blev folkepensionsbidraget igen afskaffet, så ordningen nu var fuldt skattefinansieret. I 1982 blev grundbeløbet for 67-69-årige indtægtsreguleret, for så vidt angår arbejdsindkomst. I 1993 blev dette princip udvidet til at gælde for alle folkepensionister uanset alder. I 1983 vedtog Folketinget med virkning fra 1984, at enlige kvinder skulle have samme pensionsalder som andre borgere. I 1994 blev folkepensionen sammen med en række andre overførselsindkomster bruttoficeret, dvs. den blev nu gjort skattepligtig, samtidig med at beløbet før skat blev forhøjet tilsvarende. Ved efterlønsreformen i 1999 blev folkepensionsalderen nedsat fra 67 til 65 år. Det skete for at skaffe staten en besparelse, idet folkepensionen udgjorde et mindre beløb end efterlønnen, som langt de fleste 65- og 66-årige på det tidspunkt modtog. I 2004 indførtes "opsat pension", der er en mulighed for at udskyde folkepensionsudbetalingerne til et senere tidspunkt end den almindelige aldersgrænse mod til gengæld at modtage et højere beløb. I 2006 vedtog Folketinget med Velfærdsaftalen, at folkepensionsalderen skulle stige i takt med, at befolkningens middellevetid steg.
Med tilbagetrækningsaftalen fra 2011 blev de første stigninger i folkepensionsalderen fremskyndet, sådan at folkepensionsalderen 1. januar 2019 steg til 65½ år. Frem til 2022 vil den stige til 67 år og i 2030 yderligere til 68 år. Der er planlagt yderligere stigninger efter 2030 for resten af århundredet, men de skal først bekræftes endeligt af Folketinget, der hvert femte år skal tage stilling til dette spørgsmål.

## Folkepensionslignende ordninger i andre lande
Folkepension er en specifik dansk ordning, men i mange andre lande findes lignende offentlige skattefinansierede overførselsindkomster til alle borgere i landet, der har nået en vis alder. I Norge indførte man således folketrygd i 1967, og i Sverige findes tilsvarende en allmän pension (tidligere kaldet ålderspension).